# Campeonato mundial de hockey sobre patines femenino de 2014
El XII Campeonato mundial de hockey sobre patines femenino se celebró en Tourcoing, Francia, del 25 de octubre de 2014 al 1 de noviembre de 2014.
En el torneo, realizado en Tourcoing, participaron las selecciones de hockey de 14 países, repartidas en la primera ronda en 4 grupos.
La final del campeonato fue disputada por las selecciones de Argentina, campeona en cuatro oportunidades anteriormente, y Francia, campeona defensora y anfitriona del certamen tras haber disputado siete mundiales. El partido lo ganó Argentina por 3 goles a 0.
En tanto, el equipo de Chile obtuvo el tercer lugar al derrotar por 2:0 al seleccionado de Alemania.

## Equipos participantes
14 seleccionados nacionales participaron del torneo, de los cuales 4 equipos eran de América, 7 eran de Europa, 2 eran asiáticos y 1 de África.
| Alemania       | Chile    | India      | Sudáfrica |
| Argentina      | Colombia | Inglaterra | Suiza     |
| Estados Unidos | Francia  | Portugal   |           |
| España         | Italia   | Japón      |           |

## Resultados

### Grupo A
| Equipo         | Pts | PJ | PG | PE | PP | GF | GC | Dif |
| -------------- | --- | -- | -- | -- | -- | -- | -- | --- |
| Francia        | 6   | 2  | 2  | 0  | 0  | 21 | 0  | 21  |
| Suiza          | 3   | 2  | 1  | 0  | 1  | 9  | 3  | 6   |
| Estados Unidos | 0   | 2  | 0  | 0  | 2  | 2  | 27 | -25 |

| Francia | 18:0 | Estados Unidos |
| Suiza   | 9:2  | Estados Unidos |
| Suiza   | 0:3  | Francia        |

### Grupo B
| Equipo    | Pts | PJ | PG | PE | PP | GF | GC | Dif |
| --------- | --- | -- | -- | -- | -- | -- | -- | --- |
| Argentina | 6   | 2  | 2  | 0  | 0  | 16 | 1  | 15  |
| España    | 3   | 2  | 1  | 0  | 1  | 11 | 7  | 4   |
| Japón     | 0   | 2  | 0  | 0  | 2  | 0  | 19 | -19 |

| España    | 10:0 | Japón  |
| Argentina | 7:1  | España |
| Argentina | 9:0  | Japón  |

### Grupo C
| Equipo     | Pts | PJ | PG | PE | PP | GF | GC | Dif |
| ---------- | --- | -- | -- | -- | -- | -- | -- | --- |
| Chile      | 9   | 3  | 3  | 0  | 0  | 22 | 1  | 21  |
| Colombia   | 6   | 3  | 2  | 0  | 1  | 9  | 3  | 6   |
| Inglaterra | 3   | 3  | 1  | 0  | 2  | 5  | 14 | 9   |
| Sudáfrica  | 0   | 3  | 0  | 0  | 3  | 1  | 19 | -18 |

| Inglaterra | 5:1  | Sudáfrica |
| Colombia   | 1:3  | Chile     |
| Colombia   | 7:0  | Sudáfrica |
| Inglaterra | 0:12 | Chile     |
| Sudáfrica  | 0:7  | Chile     |
| Inglaterra | 0:1  | Colombia  |

### Grupo D
| Equipo   | Pts | PJ | PG | PE | PP | GF | GC | Dif |
| -------- | --- | -- | -- | -- | -- | -- | -- | --- |
| Alemania | 9   | 3  | 2  | 0  | 0  | 18 | 5  | 13  |
| Italia   | 6   | 3  | 2  | 0  | 1  | 29 | 5  | 24  |
| Portugal | 3   | 3  | 1  | 0  | 2  | 26 | 6  | 20  |
| India    | 0   | 3  | 0  | 0  | 3  | 1  | 58 | -57 |

| Portugal | 24:0 | India    |
| Alemania | 4:3  | Italia   |
| Alemania | 11:1 | India    |
| Italia   | 23:0 | India    |
| Portugal | 1:3  | Alemania |

## Fase final
|  | Cuartos de final | Cuartos de final |           |          | Semifinales  | Semifinales  |  |  | Final | Final |
|  |                  |                  |           |          |              |              |  |  |       |       |
|  |                  |                  |           |          |              |              |  |  |       |       |
|  |                  |                  |           |          |              |              |  |  |       |       |
|  | Argentina        | 4                |           |          |              |              |  |  |       |       |
|  | Argentina        | 4                |           |          |              |              |  |  |       |       |
|  | Italia           | 0                |           |          |              |              |  |  |       |       |
|  | Italia           | 0                | Argentina | 3        |              |              |  |  |       |       |
|  |                  |                  | Argentina | 3        |              |              |  |  |       |       |
|  |                  | Alemania         | 0         |          |              |              |  |  |       |       |
|  | Suiza            | Alemania         | 0         | 0        |              |              |  |  |       |       |
|  | Suiza            |                  |           | 0        |              |              |  |  |       |       |
|  | Alemania         | 4                |           |          |              |              |  |  |       |       |
|  | Alemania         | 4                | Francia   | 0        |              |              |  |  |       |       |
|  |                  |                  | Francia   | 0        |              |              |  |  |       |       |
|  |                  | Argentina        | 3         |          |              |              |  |  |       |       |
|  | Francia          | Argentina        | 3         | 4        |              |              |  |  |       |       |
|  | Francia          |                  |           | 4        |              |              |  |  |       |       |
|  | Colombia         | 0                |           |          |              |              |  |  |       |       |
|  | Colombia         | 0                | Francia   | 3        | Tercer lugar | Tercer lugar |  |  |       |       |
|  |                  |                  | Francia   | 3        |              |              |  |  |       |       |
|  |                  | Chile            | 2         |          |              |              |  |  |       |       |
|  | Portugal         | Chile            | 2         | 3        | Chile        | 2            |  |  |       |       |
|  | Portugal         |                  |           | 3        | Chile        | 2            |  |  |       |       |
|  | Chile            | 4                |           | Alemania | 0            |              |  |  |       |       |
|  | Chile            | 4                |           |          | 0            |              |  |  |       |       |
|  |                  |                  |           |          |              |              |  |  |       |       |
|  |                  |                  |           |          |              |              |  |  |       |       |

## Clasificación final
| Posición          | Equipos        |
| ----------------- | -------------- |
| Medalla de oro    | Argentina      |
| Medalla de plata  | Francia        |
| Medalla de bronce | Chile          |
| 4                 | Alemania       |
| 5                 | Portugal       |
| 6                 | Italia         |
| 7                 | Suiza          |
| 8                 | Colombia       |
| 9                 | España         |
| 10                | Inglaterra     |
| 11                | India          |
| 12                | Estados Unidos |
| 13                | Sudáfrica      |
| 14                | Japón          |